# Campeonato Mundial de Ciclismo en Pista de 1928
El XXXI Campeonato Mundial de Ciclismo en Pista se celebró en Budapest (Hungría) entre el 14 y el 20 de agosto de 1928 bajo la organización de la Unión Ciclista Internacional (UCI) y la Federación Húngara de Ciclismo.
Las competiciones se realizaron en el Velódromo Millenáris de la capital magiar. En total se disputaron 3 pruebas, 2 para ciclistas profesionales y una para ciclistas amateur.

## Medallistas

### Profesional
| Evento               | Oro                      | Plata                   | Bronce                  |
| -------------------- | ------------------------ | ----------------------- | ----------------------- |
| Velocidad individual | Lucien Michard Francia   | Lucien Faucheux Francia | Ernst Kaufmann · Suiza  |
| Medio fondo          | Walter Sawall · Alemania | Henri Bréau Francia     | Victor Linart · Bélgica |

### Amateur
| Evento               | Oro                    | Plata                   | Bronce                 |
| -------------------- | ---------------------- | ----------------------- | ---------------------- |
| Velocidad individual | Willy Hansen Dinamarca | Roger Beaufrand Francia | Jack Standen Australia |

## Medallero
| Núm. | País      | Oro | Plata | Bronce | Total |
| ---- | --------- | --- | ----- | ------ | ----- |
| 1    | Francia   | 1   | 3     | 0      | 4     |
| 2    | Alemania  | 1   | 0     | 0      | 1     |
| 2    | Dinamarca | 1   | 0     | 0      | 1     |
| 4    | Australia | 0   | 0     | 1      | 1     |
| 4    | Bélgica   | 0   | 0     | 1      | 1     |
| 4    | Suiza     | 0   | 0     | 1      | 1     |
|      | TOTAL     | 3   | 3     | 3      | 9     |